# Мегали Волви
Мегали Волви, още Голям Бешик или Буюк Бешик (на гръцки: Μεγάλη Βόλβη, до 1926 Μεγάλη Μπεσίκια, Мегали Бесикия), е село в Егейска Македония, Гърция, част от дем Бешичко езеро в административна област Централна Македония.

## География
Мегали Волви е разположено на северозападния бряг на Бешичкото езеро (Волви) в подножието на Бешичката планина (Ори Волви).

## История

### В Османската империя
В 1826 година Георгиос Манос в „Кратко географско изложение за Гърция и Европейска Турция“ пише, че Буюк-Бечик е малък град, населен само от българи, които се занимават с риболов.
Александър Синве („Les Grecs de l’Empire Ottoman. Etude Statistique et Ethnographique“), който се основава на гръцки данни, в 1878 година пише, че в Бесикия (Bésikia) живеят 210 гърци. Към 1900 година според статистиката на Васил Кънчов („Македония. Етнография и статистика“) в Буюкъ Бешик живеят 100 жители турци и 140 гърци.
По данни на секретаря на Българската екзархия Димитър Мишев („La Macédoine et sa Population Chrétienne“) в 1905 година в Боюк Бешик (Bouyouk-Bechik) има 100 жители гърци.

### В Гърция
След Междусъюзническата война в 1913 година селото остава в Гърция. В 1913 година селото (Μπεσίκια Μεγάλα) има 203 жители. През 20-те години турското население се изселва в Турция и на негово място са заселени гърци бежанци. Според преброяването от 1928 година селото е смесено местно-бежанско с 5 бежански семейства с 14 души. В 1927 година селото е прекръстено на Мегали Волви. До 2011 година Мегали Волви е част от дем Рендина.